# Gomphodesmidae
Gomphodesmidae är en familj av mångfotingar. Gomphodesmidae ingår i ordningen banddubbelfotingar, klassen dubbelfotingar, fylumet leddjur och riket djur. Enligt Catalogue of Life omfattar familjen Gomphodesmidae 149 arter. 

## Dottertaxa till Gomphodesmidae, i alfabetisk ordning[1]
- Aenictogomphus
- Agrophogonus
- Antiphonus
- Astrodesmus
- Auliscodesmus
- Aulodesmus
- Brachytelopus
- Clastrotylus
- Diallagmogon
- Elaphogonus
- Emphysemastix
- Emplectomastix
- Endecaporus
- Erythranassa
- Euporogomphus
- Euryzonus
- Exaesiotylus
- Exochopyge
- Giryama
- Gomphodesmus
- Haplogomphodesmus
- Hapsidodesmus
- Harmodesmus
- Helictogomphus
- Ionidesmus
- Ithynteria
- Kilimagomphus
- Litogonopus
- Marptodesmus
- Masaigomphus
- Merodesmus
- Mitumbagomphus
- Molyrogomphus
- Mychodesmus
- Nematogomphus
- Neodesmus
- Ngurubates
- Ovoidesmus
- Proagomphus
- Protastrodesmus
- Protyligmagon
- Scaptogonodesmus
- Schizogomphodesmus
- Sigmodesmus
- Sigodesmus
- Sphenodesmus
- Stenotyligma
- Streptelopus
- Tycodesmus
- Tymbodesmus
- Ulodesmus
- Uluguria
- Usambaranus
- Vaalogomphus
- Virungula